# グレイテストな私達
『グレイテストな私達』（グレイテストなわたしたち）は、わかつきめぐみによる日本の漫画作品。『LaLa』 (白泉社) で、1990年8月から1991年1月まで連載。花とゆめコミックス（全2巻）が刊行された。

## 概要
作者が「So What?」に続いて手がけた長編作品。女子高校の寮を舞台にした学園コメディーで、「So What?」にたびたび見られた内省的要素を排し、それ以前の「不協和音ラプソディ」「月は東に日は西に」に見られたハイテンションで元気あふれる高校生活を描いた。本作品以降、本格的な学園ものの長編作品は発表されていない。

## あらすじ
両親が転勤で日本国外に行った女子高生の雀原さつきは、田舎の白桜女子学園高等部に転校する。さつきは藤森和子ら3人の個性豊かなルームメイトや、若くして学園理事長となって苦労続きの承和游子、年配者ばかりの教職員らとともに、学校売り飛ばし騒動をはじめとするさまざまな騒ぎに巻き込まれていく。

## 主な登場人物
雀原さつき (すずめはら さつき/ちゅんちゅん)
両親の海外赴任で、寮のある田舎の白桜女子学園高等部に転校してきた女子高生。寮で同室となった藤森和子、池内水葩、桃山千歳の3人とともに学校売り飛ばし騒ぎなどの騒動に巻き込まれる。名字を耳にした初対面の水葩に「ちゅんちゅん」と名付けられる。
藤森和子 (ふじもり なぎこ/なぎこさま)
さつきのルームメイト。わがままながら機を見るのに長けたお嬢さまで、礼儀正しくまともそうだが、一番危ない人物。長刀・茶道・書道をたしなむ。
池内水葩 (いけうち みずは)
さつきのルームメイト。さつきに「ちゅんちゅん」というあだ名をつけた。普段はぼうっとして自分の世界に入り込んでいるが、たまに鋭い一言を発して侮れないところを見せる。錬金術に凝ってしょっちゅう爆発を起こしている年配の化学教師、物集（もずめ）先生を慕っている。
桃山千歳 (ももやま ちとせ)
さつきのルームメイト。トラブルメーカーでさまざまな騒ぎを引き起こすおおもと。実家は地元で寮に入る必要はないが、「面白いから」という理由で入寮している。実家には兄がいる。
承和游子（そが ゆうこ/理事長先生）
祖母の遺言に従い、若くして白桜女子学園の理事長になった女性。年配の教職員に囲まれて苦労し、理事長を辞めたい一心で学校売り飛ばしを画策するが、バイタリティーあふれるさつきら4人の生徒にほんろうされる。
伏見（ふしみ）
白桜女子学園の地元の町にある骨董屋「水琴亭（すいきんてい）」の経営者。宝探しのロマンに浸り、和子に「まちがっても結婚したくないタイプ」と断言される男。学園売り飛ばし騒動に関わる。

## 各話一覧
（かっこ内はLaLa掲載号、副題はなし）
- 第1話 (1990年8月)
- 第2話 (1990年9月)
- 第3話 (1990年10月)
- 第4話 (1990年11月)
- 第5話 (1990年12月)
- 第6話 (1991年1月)